# 志方町上冨木
志方町上冨木（しかたちょうかみとみき）は、兵庫県加古川市の地名。郵便番号は675-0314。

## 地理
加古川市北西部、志方町南部に位置する。　　　　　　　　　　　　　　　　　　　　　　　
加古川市に合併されるまえは旧志方町に位置していた。その前には旧志方村に、その前には上冨木村に位置していた。
ほかにも町内には法華山谷川が通っている。また東部には様々な店がある。北側には二子池という池があり法華山谷川につながっている。
大まかに東部と西部に住宅街が,中部には田園が広がっている。　　　　
隣接している町は西には志方町横大路、北には志方町志方町、東には
志方町投松、南東には西神吉町宮前、南西には西神吉町鼎である。北部には県道65号が通っている。　
池
- 峠ノ池[2]
- 二子池[2]

## 歴史
上冨木村は下富木村に対しての名である。村の西北隅大歳神社の境内に大なる松樹が数多あったことにより名つけられた。「富木富木と飛んでは来たがこゝか富木か藪の中」という俚謡がある。

## 人口
『兵庫県印南郡統計書 明治35年』によると上冨木村の戸数は54戸、人口は322人である。

## 経済

### 産業
企業
- キンキ産業[4]（ソックス・サポーターの企画・製造・販売）[5] - 1949年創業[6]。
- ユニバル（アウトドアソックス、スポーツソックス）[4]

かつて存在した工場
- 長谷川莫大小工場 - 事業開始年月・1913年6月、主要事業・莫大小製品製造業、生産品目・綿靴下[7]
- 横山メリヤス工場 - 事業開始年月・1916年4月、主要事業・莫大小製品製造業、生産品目・綿靴下[7]。
- 小原莫大小工場 - 事業開始年月・1923年3月、主要事業・莫大小製品製造業、生産品目・綿靴下[7]。
- 小原メリヤス工場 - 事業開始年月・1924年12月、主要事業・莫大小製品製造業、生産品目・綿靴下[7]。
- 市川染工場 - 事業開始年月・1922年3月、主要事業・糸染業、生産品目・綿糸染色[7]。
- 長谷川染工場 - 事業開始年月・1920年3月、主要事業・糸染業、生産品目・綿糸染色[7]。

## 出身人物
- 平岡萬次郎 - 弁護士、衆議院議員[8]。農業、金貸し平岡太吉の長男。上富木字横山の出身。
- 平岡定太郎 - 内務官僚、樺太庁長官、福島県知事[8]。平岡萬次郎の弟[8]。作家三島由紀夫（本名は平岡公威）の祖父[9][10]。
- 横山三良 - 三喜繊維社長、兵庫県靴下工組常任理事、加古川商工会議常議員[11]。